# Pliszka cytrynowa
Pliszka cytrynowa (Motacilla citreola) – gatunek małego ptaka z rodziny pliszkowatych (Motacillidae), zamieszkujący środkową i północną Azję, Europę Wschodnią po wschodni skraj Europy Środkowej, oraz wyspowo Europę Północną. Wędrowny, zimuje w południowej Azji. Dawniej sporadycznie, obecnie coraz częściej zalatuje do zachodniej Europy.
W Polsce jest gatunkiem nie tylko zalatującym, ale też lęgowym (100–200 par według szacunków z lat 2013–2014). Pierwsze lęgi ptaków tego gatunku na terenie kraju stwierdzono w 1994 roku. Gniazduje m.in. w okolicach ujścia Redy w Nadmorskim Parku Krajobrazowym, nad zbiornikiem Siemianówka i na Bagnach Biebrzańskich, obserwowana także w granicach użytku ekologicznego „Zielone Wyspy”.

## Systematyka
Międzynarodowy Komitet Ornitologiczny (IOC) wyróżnia dwa podgatunki M. citreola:
- pliszka cytrynowa (M. citreola citreola) – północna i wschodnia Europa do środkowej Syberii, Mongolia i północno-wschodnie Chiny.
- pliszka szponiasta (M. citreola calcarata) – wschodni Iran i Afganistan do środkowych Chin.

Wyróżniany przez niektórych autorów podgatunek M. citreola werae (Buturlin, 1907) jest przez IOC wliczany do M. citreola citreola.

## Morfologia
WyglądSamiec w szacie godowej ma cytrynowożółtą głowę z czarnymi bokami. Spód ciała cytrynowożółty, wierzch szary. Skrzydła ciemne z dwoma białymi paskami. Ogon długi, czarny z białymi brzegami. Samce w szacie spoczynkowej i samice jednolicie żółte lub żółto-białe, z szarobrązowym grzbietem i karkiem. Ptaki młodociane (w pierwszej szacie zimowej) są z wierzchu jasnoszare, od spodu brudnobiałe i przypominają pliszkę siwą. Cechą odróżniającą jest brak ciemnej przepaski na piersi.
Wymiary średniedługość ciała ok. 17–18 cm
rozpiętość skrzydeł ok. 24–25 cm
masa ciała 18–25 g

## Ekologia

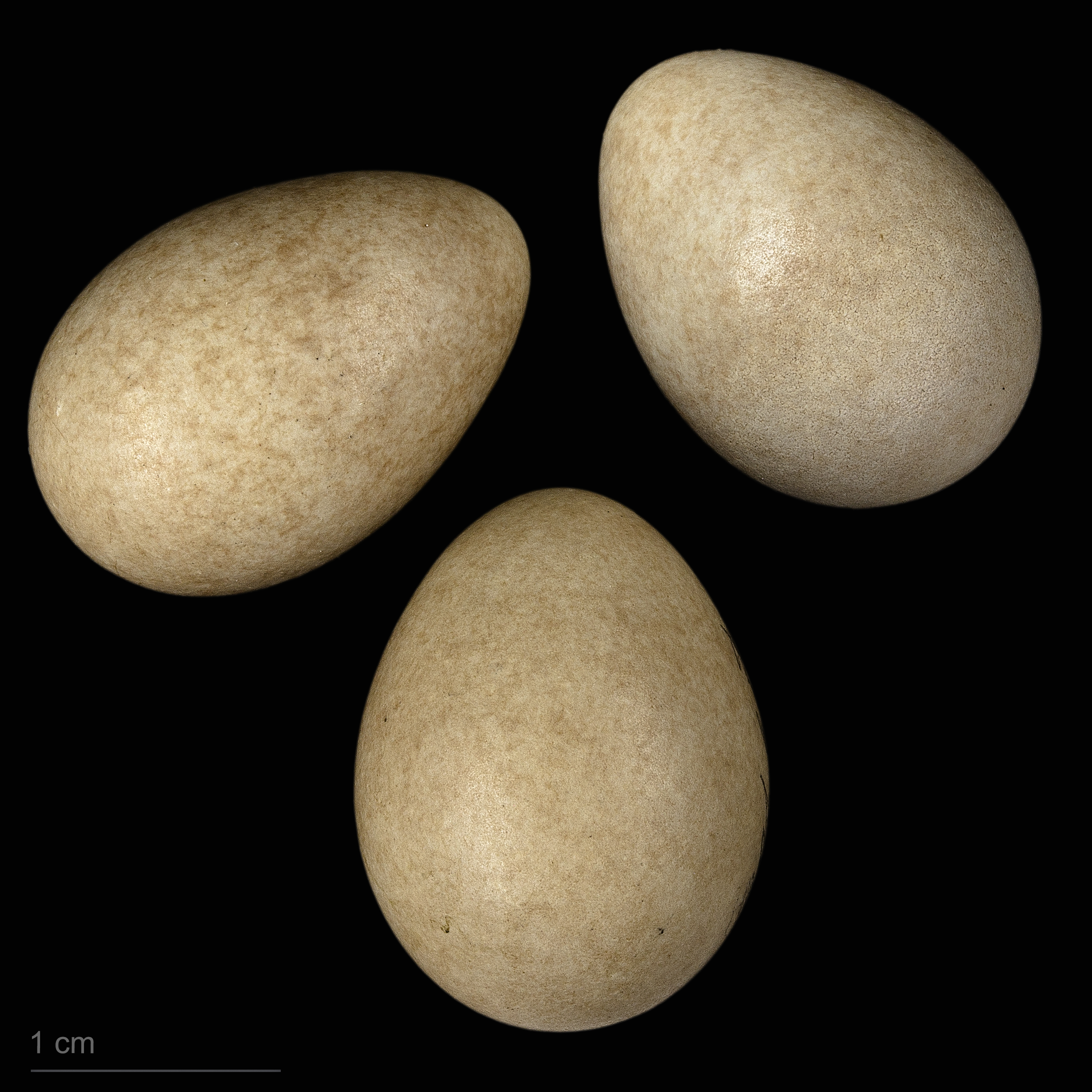
Motacilla citreola citreola

BiotopPodmokłe łąki, bagna, tundra, brzegi rzek.
GniazdoNa ziemi.
JajaSkłada 4–6 cętkowanych jaj.
Wysiadywanie, pisklętaWysiadywaniem zajmują się oboje rodzice przez około dwa tygodnie. Pisklęta są w pełni opierzone po 13–15 dniach od wyklucia.
PożywienieOwady i inne bezkręgowce.

## Status i ochrona
Międzynarodowa Unia Ochrony Przyrody (IUCN) uznaje pliszkę cytrynową za gatunek najmniejszej troski (LC – Least Concern) nieprzerwanie od 1988 roku. Liczebność populacji europejskiej szacuje się (2015) na 323–746 tysięcy dorosłych osobników; obliczona w oparciu o te dane liczebność światowej populacji mieści się w przedziale 2–5 milionów dorosłych osobników. Globalny trend liczebności populacji uznawany jest za wzrostowy.
Na terenie Polski gatunek ten jest objęty ścisłą ochroną gatunkową. Na Czerwonej liście ptaków Polski pliszka cytrynowa została sklasyfikowana jako gatunek bliski zagrożenia (NT, Near Threatened)).